# Falling in Love (BZN)
Falling in Love is een verzamelalbum uit 1984 van de Nederlandse band BZN. De nummers op dit album werden gemaakt tussen 1977 en 1983.
Falling in Love was het laatste album met zangeres Anny Schilder (zij werd vervangen door Carola Smit). Het album is eerst op de toen nog gebruikelijke lp en muziekcassette uitgebracht, later ook op cd. Op dit album staan songs met een romantisch karakter die BZN gemaakt heeft tussen 1977-1983, waaronder de Top 40 hit Chanson d'amour (een top 3 hit van BZN die 11 weken in de hitlijsten stond). Alle 15 nummers staan ook op de reguliere albums van BZN uit die tijd, op You and I na. Deze heeft echter wel op de B-kant van de single-hit Just an illusion gestaan.
Dit album is in Nederland en Duitsland uitgebracht. Het heeft nooit in de hitlijsten gestaan. In 1986 is dit album nog onder de naam The Most Beautiful Love Songs uitgegeven, als compilatiealbum.

## Tracklist
Kant AAA
1. Falling in love [Th. Tol/J. Tuijp/C. Tol]
2. Call me [Th. Tol/J. Tuijp/C. Tol]
3. Dreamland [Th. Tol/J. Tuijp/C. Tol]
4. May we always be together [Th. Tol/J. Tuijp/C. Tol]
5. I recall [Th. Tol/J. Tuijp/C. Tol]
6. Hang on to a dream [Th. Tol/J. Tuijp/C. Tol]
7. Goodnight [Th. Tol/J. Tuijp/C. Tol]

Kant BBB
1. Remember September [Th. Tol/J. Tuijp/C. Tol]
2. You and I [Th. Tol/J. Tuijp/C. Tol]
3. Chanson d'amour [Th. Tol/J. Tuijp/C. Tol]
4. Ann-Marie [Th. Tol/J. Tuijp/C. Tol]
5. Crying time [Th. Tol/J. Tuijp/C. Tol]
6. Play the mandoline [Th. Tol/J. Tuijp/C. Tol]
7. Yellow rose [Th. Tol/J. Tuijp/C. Tol]
8. The end [Th. Tol/J. Tuijp/C. Tol]